# Jana Nejedly
Jana Nejedly (* 9. června 1974, Praha) je kanadská tenistka českého původu. Na okruhu WTA nevyhrála žádný turnaj, na okruhu ITF získala osm titulů ve dvouhře. Na žebříčku WTA byla nejvýše ve dvouhře klasifikována v říjnu 2000 na 64. místě.
V roce 2003 ukončila kariéru, ale v červenci 2012 odehrála ještě jeden turnaj okruhu ITF.